# Natació sincronitzada al Campionat del Món de natació de 2003
La competició de natació sincronitzada al Campionat del Món de natació de 2003 es realitzà a les Piscines Bernat Picornell (Barcelona).

## Resum de medalles
| Event     | Or                                               | Or     | Plata                            | Plata  | Bronze                               | Bronze |
| Solo      | Virginie Dedieu (FRA)                            | 99.251 | Anastassia Iermakova (RUS)       | 97.417 | Gemma Mengual (ESP)                  | 97.334 |
| Duet      | RússiaAnastassia Davídova · Anastassia Iermakova | 99.084 | JapóMiya Tachibana · Miho Takeda | 98.084 | EspanyaGemma Mengual · Paola Tirados | 96.667 |
| Equips    | Rússia                                           | 98.750 | Japó                             | 98.334 | Estats Units                         | 96.834 |
| Combinada | Japó                                             | 98.500 | Espanya · Estats Units           | 97.333 | no es concedí                        |        |

## Medaller
| Posició | País         | Or | Plata | Bronze | Total |
| 1       | Rússia       | 2  | 1     | 0      | 3     |
| 2       | Japó         | 1  | 2     | 0      | 3     |
| 3       | França       | 1  | 0     | 0      | 1     |
| 4       | Espanya      | 0  | 1     | 2      | 3     |
| 5       | Estats Units | 0  | 1     | 1      | 2     |
| Total   | Total        | 4  | 5     | 3      | 12    |